# Masonia subflavalla
Masonia subflavalla är en fjärilsart som beskrevs av Pierre Millière 1875. Masonia subflavalla ingår i släktet Masonia och familjen säckspinnare. Inga underarter finns listade i Catalogue of Life.